# 脫脫不花 (瀋王)
脫脫不花（？—1376年），《高麗史》作篤朶不花，王姓，漢名不詳。高麗宗室、元朝末代瀋王。
脫脫不花是江陵大君王德壽的兒子，也是瀋王王暠的孫子。其父王德壽的生平事蹟失考。脫脫不花滯留於元朝，並在1350年成為元朝的東宮怯薛官，充當皇太子愛猷識里答臘（即後來元昭宗）的宿衛，得到元順帝和皇太子的信任。
高麗恭愍王繼位之後，奉行對元朝獨立自主的政策。元朝於1354年九月冊封脫脫不花為瀋王。
1356年，元朝奇皇后的哥哥奇轍被恭愍王殺害。此事傳到元朝，此後奇皇后與高麗大臣金鏞試圖封脫脫不花為高麗王。脫脫不花上表辭讓，但暗地裡卻對高麗朝廷行使自己的影響力。
1368年，明朝軍隊攻入元大都，元順帝逃往漠北。親明的恭愍王在1374年被刺殺，引起高麗王位的爭奪。高麗權臣李仁任擁立王禑繼位。安師琦發動叛亂，邀請脫脫不花歸國繼位。北元冊封脫脫不花為高麗王，派軍護送他歸國，但被高麗擊敗。
此後脫脫不花可能留在了元太尉納哈出的軍營裡。1376年，脫脫不花的死訊傳到了高麗。
| 脫脫不花    |                         |          |
| 前任： 王㫝 | 大元瀋王 1354年－1375年 | 爵位廢除 |